# Glossitis
La glossitis pot comportar molèsties o dolor de la llengua, o més generalment inflamació amb pèrdua de les papil·les linguals (depapil·lació) de la superfície dorsal de la llengua, deixant una superfície llisa i eritematosa (envermellida), (de vegades anomenada específicament glossitis atròfica). En un sentit més ampli, la glossitis pot significar una inflamació de la llengua en general. La glossitis sovint és causada per deficiències nutricionals i pot ser indolora o causar molèsties. La glossitis sol respondre bé al tractament si s'identifica i es corregeix la causa. El dolor de la llengua causat per la glossitis es diferencia de la glossopirosi, on no hi ha cap canvi identificable en l'aspecte de la llengua, i no hi ha causes identificables.

## Causes
- Anèmies: per falta de ferro, perniciosa.
- Deficiències de vitamina B: de tiamina (B1), de riboflavina (B₂), de B₃, de B6 o de folat (B9).
- Infeccions: bacterianes, víriques o fúngiques. Les infeccions cròniques per Candida de la llengua poden causar una glossitis atròfica coneguda com a glossitis romboidal mediana.[5]